# خورخي بي. ريفيرا
خورخي بي. ريفيرا (بالإسبانية: Jorge B. Rivera)‏ هو صحفي أرجنتيني، ولد في 1935، وتوفي في 27 أغسطس 2004.